# МКГСС
МКГСС — система одиниць вимірювання, в якій основними одиницями є метр, кілограм-сила і секунда; її називають також технічною системою одиниць. Одиниця маси в цій системі — інерта або технічна одиниця маси — є похідною одиницею.
Система МКГСС заснована на Системі фізичних величин LFT, в якій основними величинами є довжина, сила і час.
Система МКГСС була запропонована в середині XIX століття. В Радянському Союзі використовувалася обмежено в 60-х роках XX століття. Однак некратність одиниці маси (інерти), яка в цій системі була похідною одиницею, кілограму порушувапа метричність системи одиниць. Наряду з деякими іншими недоліками системи МКГСС це призвело в середині XX століття до виходу цієї системи зі вжитку. Наразі МКГСС представляє лише історичний інтерес і майже не використовується.
Разом з тим, слід констатувати певну кількість вітчизняних засобів вимірювань, що мають шкалу в одиницях МКГСС, в основному на промислових підприємствах.